# Дорогойченко, Алексей Яковлевич
Алексей Яковлевич Дорогойченко(в) (род. 1 (13) марта 1894 года в селе Большая Каменка (ныне Красноярского района) Самарской губернии, Российская империя — умер 21 ноября 1947 года в Куйбышеве, РСФСР, СССР) — русский и эрзянский поэт, прозаик, просветитель, публицист и переводчик, редактор, журналист.. Возглавлял Всероссийское общество крестьянских писателей (ВОКП), был ответственным секретарём журнала «Земля советская», председателем Литфонда РСФСР.

## Биография
Родился в бедной мордовской крестьянской семье в селе Большая Каменка (ныне Красноярского района) Самарской области. Отец — Яков Фёдорович Дорогойченков, бедный крестьянин, подрабатывавший писарем в селе и в соседних деревнях. Вёл революционную работу, в 1918 году прятал у себя дома известного в дальнейшем чешского писателя Ярослава Гашека. Казнён белочехами за принадлежность к большевикам.
Окончив двухклассную школу, в возрасте четырнадцати с половиной лет сбежал из дома и сумел поступить в Ровенскую учительскую семинарию, получив полностью казённую стипендию на оплату обучения. На первом курсе начал писать стихи и прозу. В 1912 году окончил семинарию и стал народным учителем в селе Сосновая Маза Хвалынского уезда Саратовской губернии, но уже через месяц был уволен без права учительства в пределах губернии по доносу местного священника. Вернулся в Большую Каменку, где стал работать учителем, одновременно готовясь к поступлению в университет. Уволен в 1914 году за «систематическое нехождение в церковь и неподчинение распоряжениям инспектора народных училищ». Сдав экстерном экзамен на аттестат зрелости поступил на историко-филологический факультет Петербургский университет, откуда позже перевёлся в Московский университет. Одновременно посещал лекции в народном университете им. Шанявского.
В 1916 году мобилизован на военную службу как студент. Обучался в школе прапорщиков, откуда был выпущен в чине коллежского регистратора уже во время Февральской революции. Был корректором армейской газеты на Юго-Западном фронте.
Печататься начал в ноябре 1917 года в Самаре, опубликовав стихи в газете «Приволжская Правда». Первым опубликованным прозаическим произведением стал рассказ «Чеки», вошедший в сборник «Четыре месяца учредиловщины» (1919). Впоследствии рассказ был переработан в главу романа «Большая Каменка».
Участвовал в революционном движении. Был эсером-максималистом, в апреле 1919 года вступил в РКП(б). После Октябрьского переворота демобилизовался и вернулся в Большую Каменку, где участвовал в организации советской власти. Принимал участие в Гражданской войне на стороне большевиков. В 1918 году представлял волости на первом губернском съезд советов, где был избран председателем Самарского губисполкома. Во время чехо-эсеровского мятежа в Самаре арестован. 25 октября 1918 года бежал из Уфимской тюрьмы при эвакуации арестованных в Сибирь. Скрывался в подполье, после колчаковского переворота в Уфе сумел пробраться в Самару, где вступил в Красную армию, став главным редактором ежемесячного литературно-художественного журнала агитационно-просветительского отдела Самарского Губернского военного комиссариата «Красная Армия», который издавался в Самаре.
Служил на Восточном фронте, в сентябре 1919 года переведён на Кавказский фронт начальником политотдела Донской кавалерийской дивизии. Переболев тифом, стал редактором газеты «На страже революции» — органа политотдела войск Донской области.  В 1921 году был командирован в Москву для работы в газете «Правда».
Заведовал отделом пролетарской литературы газеты «Правда», руководил подотделом пролетарской литературы Народного комиссариата просвещения, информационно-издательским отделом Народного комиссариата рабоче-крестьянской инспекции, был одним из редакторов Главлита по художественной литературе, сотрудником издательства «Земля и фабрика», сотрудничал с журналом «Работница», возглавлял литературные отделы журналов «Молодая гвардия» и «Крестьянская молодёжь», был первым главным редактором крестьянского ежемесячного литературно-художественного журнала «Земля советская».
С 1932 по 1934 годы обучался на литературном отделении Института красной профессуры.
С 1932 года часто приезжал в Саранск. С 1934 года жил в Кисловодске. В 1937—1938 годах возглавлял оргкомитет Союза писателей Мордовской АССР, став его первым председателем. По инициативе Дорогойченко был подготовлен первый сборник стихов мордовских поэтов в переводе на русский язык, вышедший в Москве в 1940 году.
В годы Великой Отечественной войны переехал в Ташкент, по окончании войны возвращается в Саранск, активно участвует в литературной деятельности. Позже фамилия была изменена, добавлено окончание «-в» и фамилия стала писаться Дорогойченков.
Последний год жизни провёл на родине, в Большой Каменке. Умер в Куйбышеве.

## Вклад в развитие мордовской литературы
Внёс свой вклад в развитие мордовской национальной литературы. Одинаково хорошо владея русским и мордовским языками, творчески осваивал традиции мордовской эпической поэзии и русской классической литературы, выступая как поэт-новатор, тем самым значительно обогатил мордовскую литературу на раннем этапе её развития в тематическом, жанровом и стилевом отношении.
Переводил на русский язык мордовские фольклор и стихи. Благодаря переводам Дорогойченко читатели познакомились с поэзией П. Кономанина, М. Безбородова, П. Кириллова и других мордовских авторов. Также переводил на русский произведения устной мордовской поэзии, в том числе, народные песни, собранные М. Е. Евсевьевым. Именно Дорогойченко один из первых оценил дар эрзянской народной сказительницы Ф. И. Беззубовой.

## Творчество
Писал стихи, выпустив несколько поэтических сборников. Для поэзии Дорогойченко свойственны тяготение к песенности, патетической приподнятости, сказовому повествованию, восклицательной интонировке, а также общий динамический и лирический тонус. Персонажам присущи приподнято лирические высказывания, отступления в область воспоминаний, любование природой. Его произведения отмечены обилием местных слов и слов крестьянского происхождения (гребтить, несусветный, костерят, спростали).
В дальнейшем писал преимущественно прозу: рассказы, повести и романы. Героями его произведений были эрзяне и мокшане, их проблемы и повседневная жизнь. В своих романах писал о переменах в жизни мордовской деревни, в частности, о коллективизации.
Наиболее плодотворным периодом жизни для Дорогойченко стали 1920-е годы, когда он написал и опубликовал 5 сборников стихов, роман, несколько повестей и сборников романов. 1930-е стали для автора менее плодотворными, его творческая активность практически сходит на нет. Так, Дорогойченко работал над романами «Молодёжь» и «Живая жизнь», но оба так и остались незавершены, как и поэма «Пугачёв» и стихотворная трилогия «Народ», которые он начал писать после переезда в Мордовию. Вновь автор начинает активно творить уже во время Великой Отечественной войны, написал и опубликовав такие произведения как поэма «Саларгэс», стихотворения «Клятва», «К ответу!», «Десятое письмо», «Хирург» и другие.

### Поэзия
- «Боевые песни красноармейца»: сб. стихов. — Самара: Политотдел Туркест. фронта, 1919. — 19 с.
- «Радость труда»: сб. стихов А. Дорогойченко, И. Кузнецова и Л. Котомки. — Саратов: Изд. Полит. отдела Рязанско-уральской ж.д., 1920. — 64 с.
- «Чугунный улей»: сб. стихов. — Изд. ВСПП. — 1921.
- «Мертвецы коммуны» / Артур Арну. — Архангельск: «Волна», 1923. — 32 с.; — («Рабочая б-чка»; № 6). Беспл. прил. к газ. «Волна для подписчиков». 18 марта: («Мученикам Парижской коммуны»): [Стихотворение] / А. Дорогойченко (с. 3-4).
- «Песни борьбы, труда, воли»: сб. стихов. — М.: Изд. «Красная новь», 1923.
- «Под пятикрылой звездой»: сборник стихов пролетарских писателей о Красной Армии. — М.: «Моск. рабочий», 1923. — 110 стр.
- «Песни рабочих профессий»: сб. стихов. — М.: Изд. «Новая Москва», 1924.
- «Земные небеса»: сб. стихов / А. Дорогойченко. — М.: «Моск. рабочий», 1923. — 58, [1] с. 2 000 экз.
- «Иная деревня»: [стихи и поэмы] : (1916—23 г.) / Алексей Дорогойченко. — Самара: Самар. губиздат, 1923. — 84 с. 1 500 экз.
- «Мост»: сб. стихов / В. Александровский, А. Дорогойченко, Михаил Герасимов, Николай Кузнецов. — М.–Л.: «Земля и фабрика», 1924.
- «В венок Ильичу»: сб. стихов. — [Б.м., 1924]. — 42, [4] с.; Авт.: А. Свирский, Л. Александровский, Николай Ашукин, А. Безыменский, Сер. Бобров, Валерий Брюсов, Варвара Бутягина, Сергей Городецкий, А. Дорогойченко, А. Ильина-Сеферянц и др. — Прил. к газ. «Красное знамя».
- «Земля»: сб. стихов о природе. — М.: Гос. воен. изд-во, 1926. — 156, IV с. Напеч. в Вятке. Авт.: Сергей Есенин, В. Наседкин, Павел Дружинин, Евсей Эркин, Ник. Зарудин, Василий Казин, Геннадий Коренев, А. Дорогойченко.
- «Деревенская любовь»: сб. стихов. — М.: Гос. изд-во, 1928 (1-я Образцовая тип.). — 15 с.

### Проза
- «Два мира»: рассказы. — Самара: Политотдел Туркест. фронта, 1919.
- «Товарищ Варвара»; [Инстинкт : Рассказы 1918 г.] / А. Дорогойченко. — М.: Изд. «Всерос. пролеткульт», 1923. — 49, [2] с. 5 000.
- «Деревенские были». Лит.-худож. сб. — М.: «Красная новь», 1923. — 149 с.
- «Бурьян»: повести и рассказы / Алексей Дорогойченко. — М.: Гос. изд., 1924. — 60, [1] с. ; 19 см см. — (Б-ка для рабочих и крестьян «Изба-читальня»; № 36). 5 000 экз.
- «Кандидаты»: рассказы / А. Дорогойченко. — М.–Л.: «Земля и фабрика», 1925. — 2-е изд. 143 с. ; 17 см см. — (Б-ка «Земли и фабрики»). 10 000 экз.
- «Бурьян»: повести и рассказы / Алексей Дорогойченко. — М.–Л.: «Земля и фабрика», 1924. — 60, [1] с. ; 19 см см. — (Б-ка для рабочих и крестьян «Изба-читальня»; № 36). 5 000 экз.
- «В те дни»; [Ваня Бондарь] : рассказы / Алексей Дорогойченко ; Рис. и обл. А. Яроцкого. — М.: Гос. воен. изд-во, 1926. — 52 с.
- «Ре-ке-сем». (Кандидаты) : Рассказ / Алексей Дорогойченко. — М.–Л.: «Мол. гвардия», 1926. — 39 с. ; 16 см см. — («Художественная библиотечка крестьянской молодёжи»). 10 000 экз.
- «Большая Каменка»: роман. — М.: «Мол. гвардия», 1927 [1926]. — 316, [4] с. 5 000 экз. 2-е изд. (1928, тип. «Эмес»), 388 с. 5 000 экз. 3-е изд. (1929). 50 000 экз.
- «Бурьян»: повести и рассказы. — М.: «Мол. гвардия», 1928. — 3-е изд. 196 с. 4 000 экз.
- «Степановна»: повесть. — М.: Гос. изд., 1929. — 43 с. 10 000 экз.
- «Живая жизнь»: главы из романа. — М.: «3емля советская», 1929, №№ 9—12.
- «Молодёжь»: роман. — М.: «Литературная газета», 1930.
- «Живая жизнь»: роман. — М.–Л.: «Земля и фабрика», 1930 (Л.: гос. тип. им. Евг. Соколовой). — 230 с. («Новинки крестьянской литературы/ ВОКП»).
- «Большая Каменка»: роман. — М.–Л.: Гослитиздат, 1931. — («Антология крестьянской литературы послеоктябрьской эпохи»).
- «Кандидат»: [Работа трактористов на Кагельниц. М. Т. С.] / А. Дорогойченко. — М.: «Федерация», 1932 (тип. изд-ва «Крест. газета»). — 19 с. («Строители пятилетки»).
- «Новеллы» / А. Дорогойченко. — М.: Моск. т-во писателей, 1933 («Интернац.» тип.). — 238, [2] с.
- «Праздник»: повесть. — М.: ГИХЛ, 1934 («Образцовая» тип.). — Обл., 68 [3] с. («Книгу — социалистической деревне»).
- «Большая Каменка»: роман / [Вступ. статья А. Киселева]. — Куйбышев: Кн. изд-во, 1978. — 271 с.
- «Большая Каменка»: роман / [Вступ. статья Л. Васильева, к. филол. н.]. — Саранск: Морд. кн. изд-во, 1983. — 280 с. ; 21 см. — («Волжские просторы»). 35 000 экз.
- «Товарищ Варвара» // «Свежая борозда: рассказы, стихи, пьеса, очерк» / Сост. Н. М. Сайгин. — Саранск: Мордов. кн. изд-во, 1991. — С. 244–258.

### Как редактор
- «Земля советская»: Ударный лит.-худ. сборник для колхозных, деревенских клубов, б-к и изб-читален / Предисловие: А. Ревякин; Под ред. А. Богданова, А. Дорогойченко, П. Замойского; Всерос. о-во крест. писателей. — М.–Л.: «Земля и фабрика», 1930 (М.: [1-я Образцовая тип. Гиза и «Интернациональная» (39) тип. Мосполиграфа]). — 62 с.
- «Комсомол Мордовии»: литературно-художественный сборник на рус. эрзянском и мокшанском яз. / Сост. Дорогойченко, Вечканов, Чекашкин. — Саранск : Мордгиз, 1938. — 184 с.
- «Мордовские поэты»: сб. стихов / Под ред. А. Дорогойченко. — М.: Гослитиздат, 1940. — 112 с. с заставками; 17 см.
- Беззубова, Ф. И.. «Большой праздник»: [сказы и песни] / Ф. И. Беззубова, морд. сказительница, орденоносец; Пер. с мордов.-эрзя яз. А. Дорогойченко, В. Радина, А. Карасева [и др.]. — Саранск : Мордгиз, 1940. — 64 с.; 18 см.